# 永野あかね
永野 あかね（ながの あかね、1969年2月11日 - ）は、日本の漫画家。女性。東京都出身、武蔵野美術短期大学卒業。血液型はA型。

## 来歴
1987年、ラポート社のファンロード誌でデビュー。1988年、『サティにぱにっく』が第40回週刊少年マガジン新人漫画賞で佳作、『トラブルTIMEトラベル』が第41回同漫画賞で佳作を受賞。講談社の『少年マガジンスペシャル』で『猫でごめん!』を初連載。
少年向け漫画から、次第に青年漫画に活動の場を移している。
熱心な阪神ファンとして知られている。無類の柴犬好き。運動好きでもあり2006年、ホノルルマラソンを完走した。

## 作品リスト

### 連載中
- Road to ぷ女子 「プロレスTODAY」（リアルクロス） 2016年9月29日 - 連載中

### 書籍
- 猫でごめん! 「週刊少年マガジン他」1989年 - 1993年（講談社） 全8巻
- 戦争同盟 「ファンロード他」（ラポート）
- コンバット☆ハイスクール 「週刊少年マガジン」（講談社） 原案協力：毛利元貞
- ふぁんたじあ 「コミックガンマ」（竹書房） 1992年春号 - 、全5巻
- ぱぴるす戦士ライフマン! 「月刊コミックNORA」（学習研究社）
- ぴ・あ・す 1（ファースト） 「コミックマスター」（ホビージャパン）
- ARMS SPECIAL SCHOOL 「アームズマガジン」（ホビージャパン） 原案協力：毛利元貞
- パワくり 「Namaikiッ!」（竹書房）
- P-nuts 「ヤングコミック」（少年画報社）
- みんなのおふろ 「Namaikiッ!」（竹書房）
- プチりんく 「Dokiッ!スペシャル」（竹書房）
- ぼくのアイドル 「ヤングアニマル嵐」（白泉社）
  - トキメキとらいあんぐる 「ヤングアニマル嵐」（白泉社）
- ラブケア（竹書房）
- カナ式!ラジオスター 「ヤングアニマル嵐」（白泉社） 原作：花崎圭司
- おとミヤ! 「Dokiッ!スペシャル」2007年3月号 - 2008年12月号（竹書房）、全2巻[注釈 1]
- セイギクラブ 「コミックマーブル」（竹書房） 連載 「P.M. プロジェクト・メサイア」から改題[注釈 2]
- 絶対領域プリンセス スイートホーリー （朝日新聞出版）[注釈 3]、全2巻
- コイバナ診察室（竹書房）全2巻
- 一棒五穴 ～私を選んでね～（竹書房）
- はらたまきよたま（講談社）

### 短編作品
- サティにぱにっく
- トラブルTIMEトラベル
- 月のメランコリー
- C-mode 「コミックバウンド」（エニックス）

### 未単行本化作品
- TAC98 「アームズマガジン」（ホビージャパン） 原案協力：毛利元貞
- あいチャンネル 「ヤングチャンピオン烈」（秋田書店） 2006年Vol.1（創刊号） - 2007年Vol.8連載

### その他の活動
- じょっぱりおはスタ島 「コンプティーク」（角川書店） にて挿絵と4コマ漫画を執筆
- 趣味的活動として毎年コミケに作り手側として参加
- 1999年（平成11年） - 2005年（平成17年） WEBサイト「月間モピー星人」にてWEB漫画「裸の美少女」執筆
- アイドルの宣伝冊子「超月刊バニラビーンズ」に4コマ漫画「レナのつぶやき」執筆

## アシスタント
- さとうふみや